# Cuarto milenio
|  | Per a altres significats, vegeu «Mil·lenni IV». |

Cuarto Milenio és un programa de televisió espanyol, dirigit i presentat pels periodistes Iker Jiménez i Carmen Porter. Aquest programa s'emet setmanalment en la cadena Cuatro, des del novembre del 2005. Va comptar des del principi amb un programa radiofònic "germà" titulat Milenio 3 (que va començar l'1 de juny del 2002 i va finalitzar el 28 de juny del 2015) i encapçalat pel mateix equip, a la Cadena SER. El programa tracta sobre qualsevol tema relacionat amb el món del misteri i el desconegut, entre els quals destaquen conspiració, ocultisme, criminologia, astronomia, ufologia, psicologia, parapsicologia, demonologia, arqueologia, història, zoologia o física. El programa compta habitualment amb la participació de catedràtics i experts en diverses matèries com ara psiquiatres, físics, historiadors, antropòlegs, criminòlegs, astrònoms, naturalistes, escriptors o periodistes. És el programa de més antiguitat i audiència de Cuatro.
Durant els primers 18 programes de la dotzena temporada, Cuarto Milenio va ser precedit per Cuarto Milenio Zoom, un "veritable informatiu alternatiu" de 45 minuts de durada pel qual "desfilaven algunes de les qüestions més espinades de l'actualitat quotidiana".

## Equip del programa

### Equip actual
- Iker Jiménez (direcció i presentació)
- Carmen Porter (sotsdirecció i copresentació)
- Santiago Camacho (redacció, també en Milenio 3)
- Pablo Villarrubia (redacció)
- Pablo Fuente (redacció)
- Paco Pérez Caballero (redacció)
- Nacho Llauris (redacció)
- Gerardo Peláez (coordinador de redacció)
- Carlos Llarg (redacció, també en Milenio 3)
- Javier Pérez Campos (redacció, també en Milenio 3)
- Diego Marañón (redacció, també en Milenio 3)
- Guillermo León (webmaster i equip tècnic)
- Juan Vila (attrezzo)
- Juan Ochoa (narrador)
- José María del Riu (narrador)
- Julio López (narrador)

### Antic
- Alberto Granados (redacció)
- Luis Álvarez (redacció)
- Juan Jesús Vallejo (redacció)
- Óscar Dorian (attrezzo)
- Francisco Contreras Gil (redacció)
- Martín Cappelletti (Subdirecció i Direcció de Realització)
- Juan Carlos Soriano (Director de Producció)
- Jorge Blas (Realitzador de ficció i recreacions)

## Temporades

### Audiències
Cuarto Milenio és el programa més veterà de Cuatro: tots dos s'emeten ininterrompudament des que el canal va iniciar les seves emissions, al novembre del 2005. En algunes de les més de 400 emissions ha arribat a triplicar la mitjana d'audiència de la cadena, malgrat el continu canvi horari. Els seus millors resultats els va collir a la tercera temporada (2007-2008), amb una audiència mitja del 13,2% de quota de pantalla (897.208 espectadors). L'emissió del 22 de juny del 2008 va marcar el seu rècord d'audiència en registrar una quota de pantalla del 17,1% i 894.000 espectadors. Durant les següents temporades, Cuarto Milenio ha aconseguit mantenir una audiència mitja de 600.000 espectadors en horari nocturn, la qual cosa suposa al voltant del 10% de la quota de pantalla d'antena, sent l'únic programa de Cuatro en aconseguir un percentatge tan elevat. El 16 de desembre del 2012, coincidint amb el seu programa número 300, va assolir una de les millors dades d'audiència a la història del programa, amb una xifra d'1.410.000 d'espectadors i una quota de pantalla del 15%, amb el Dossier Fi del món.
| Temporada | Data d'emissió                             | Programes | núm. de programa | Transmissió |
| --------- | ------------------------------------------ | --------- | ---------------- | ----------- |
| 1         | novembre de 2005 – juliol de 2006          | 36        | 1 - 36           | Cuatro      |
| 2         | setembre de 2006 – juliol de 2007          | 44        | 37 - 80          | Cuatro      |
| 3         | setembre de 2007 – juliol de 2008          | 44        | 81 - 124         | Cuatro      |
| 4         | setembre de 2008 – juny de 2009            | 42        | 125 - 166        | Cuatro      |
| 5         | setembre de 2009 – juny de 2010            | 36        | 167 - 202        | Cuatro      |
| 6         | setembre de 2010 – juliol de 2011          | 40        | 203 - 242        | Cuatro      |
| 7         | setembre de 2011 – juliol de 2012          | 42        | 243 - 284        | Cuatro      |
| 8         | setembre de 2012 – juliol de 2013          | 46        | 285 - 330        | Cuatro      |
| 9         | setembre de 2013 – juliol de 2014          | 44        | 331 - 374        | Cuatro      |
| 10        | setembre de 2014 – juliol de 2015          | 44        | 375 - 418        | Cuatro      |
| 11        | setembre de 2015 – juliol de 2016463 - 506 | 44        | 419 - 462        | Cuatro      |
| 12        | setembre de 2016 – juliol de 2017          | 44        | 463 - 506        | Cuatro      |
| 13        | setembre de 2017 – juliol de 2018          | 44        | 507 - 550        | Cuatro      |
| 14        | setembre de 2018 - juliol de 2019          | 44        | 551 - 594        | Cuatro      |
| 15        | setembre de 2019 -                         |           | 595 -            | Cuatro      |
| 16        |                                            |           |                  | Cuatro      |

### Programes especials
Entre els més de 400 programes de la llista anterior, s'inclouen diversos programes especials com els dos sobre el cas de les Cares de Bélmez o el dedicat a Félix Rodríguez de la Fuente.
A més, s'han emès diversos programes especials, sense numerar, que no estan inclosos al llistat anterior. Són els següents:
El 16 de maig del 2006, es va presentar Desxifrant el codi, amb motiu de l'estrena en cinema de El Codi Da Vinci. Es va emetre un programa especial on es van abordar els secrets i les controvèrsies que va plantejar el best seller de Dan Brown.
El 25 de desembre del mateix any, es va presentar l'especial L'èxode desxifrat, on es va debatre sobre el documental i la recerca de Simcha Jacobovici i Félix Golubev, en el qual proposen un èxode jueu de l'Egipte històric, tangible més enllà de les escriptures.
Un any després, l'any 2007, el 25 de desembre, seguint amb la temàtica religiosa però acostant-se al vessant més ocult de Jesús de Natzaret, es va presentar l'especial L'altre Jesús, programa on es van narrar i debatre diferents moments dels evangelis apòcrifs.
El juliol del 2008, es va estrenar (el dia 11 en un cinema de Madrid i el dia 18 per televisió) el documental Txernòbil: la nit de la fi del món, dirigit pel mateix Iker Jiménez i centrat en els successos que van envoltar el més gran accident nuclear de la història, esdevingut a l'abril del 1986 en aquesta central ucraïnesa.
L'1 de gener del 2009, es va emetre l'especial La nit de les profecies, on es va debatre sobre les profecies més cèlebres.
El 12 de juliol del 2009, es va emetre l'especial El salt infinit, que va tractar sobre l'home prehistòric i el salt evolutiu de l'ésser humà.
El 13 de juliol del 2014, just abans del darrer programa de la novena temporada (núm. 374), es va emetre l'especial Expedients 2014, on es van recordar els millors casos de l'any. No va ser un programa realitzat expressament per a tal fi sinó que va consistir en l'emissió de manera consecutiva de diversos reportatges d'aquesta temporada.

## Col·leccions
Colección Cuarto Milenio va ser una col·lecció en llibre-DVD dels millors programes de cada temporada, que eren editats setmanalment en els quioscs. Van ser editades la primera, segona i tercera temporada.

## Premis
- Medalla de plata a la Millor Capçalera Gràfica internacional al «Festival Internacional de Televisió i Cinema de Nova York» 2010.[9][10]

## Convidats destacats
| Convidat                      | Especialitat | Aparició |
| ----------------------------- | --- | --- |
| Alberto Vázquez-Figueroa      | Novel·lista, periodista i inventor | Aparicions freqüents                                                                                         |
| Alejandro Amenabar            | Director de cinema | Episodi núm.5 de la 5ª temporada, 25 d'octubre de 2009 i episodi 4º de la 11ª temporada, 4 d'octubre de 2015 |
| Antonio Piñero                | Escriptor, Filòsof, Historiador, Catedràtic en Filologia grega | Aparicions freqüents                                                                                         |
| Juan Carlos Romero Hasmen     | Investigador, Presentador radiofònic i Escriptor | Aparicions freqüents (en els temes referents a Canàries)                                                     |
| Baltasar Magre                | Periodista. Ex-director d'Informe Setmanal. | Aparicions freqüents                                                                                         |
| Beatriz Gat Rivera            | Científica titular de l'Institut de Física Fonamental CSIC. | 1 de juny de 2014.                                                                                           |
| Clara Tahoces                 | Grafopsicóloga, investigadora de temes insòlits i misteriosos, escriptora, redactora i reportera del programa.                                                           | Aparicions freqüents                                                                                         |
| Enrique de Vicente            | Director de la revista Año/Zero. | Aparicions freqüents.                                                                                        |
| Eric Frattini                 | Periodista, assagista, novel·lista, corresponsal de guerra a Orient Mitjà, periodista, professor universitari, analista polític, guionista de televisió i conferenciant. | Aparicions freqüents.                                                                                        |
| Fernando González Sitges      | Biòleg, Zoòleg i director de cinema documental. | Aparicions freqüents                                                                                         |
| Fernando San Agustín          | Comandant. Ex-membre dels Serveis d'Intel·ligència. | Aparicions freqüents.                                                                                        |
| Dr. Francisco Anguita Virella | Doctor en ciències geològiques de la UCM. | Aparicions freqüents.                                                                                        |
| Gabriele Amorth               | Exorcista i demonòleg oficial del Vaticà | 10 de juny de 2007                                                                                           |
| Gervasio Sánchez              | Reporter gràfic. Premi Nac. de fotografia 2009. | 24 d'abril de 2011                                                                                           |
| Jaime Garrido                 | Arquitecte, escriptor i pintor. Membre de l'Associació per la veritat de l'11-S.                                                                                         | Aparicions freqüents                                                                                         |
| Javier Nart Peñalver          | Advocat, polític, corresponsal de guerra i escriptor. | Aparicions freqüents                                                                                         |
| Javier Sierra Albert          | Periodista i escriptor. Cofundador de la revista Año/Cero i director de la revista Más allá.                                                                             | Aparicions freqüents                                                                                         |
| José Antonio López Guerrero   | Professor de biologia molecular de la Universitat Autònoma de Madrid. | 2 de desembre de 2012                                                                                        |
| Dr. José Cabrera Forneiro     | Psiquiatre forense. | Aparicions freqüents                                                                                         |
| Dr. José Luis Cardero         | Doctor en Ciències Polítiques i Sociologia. | Aparicions freqüents                                                                                         |
| José Manuel Nieves            | Periodista. Redactor de la columna científica del periòdic ABC. | Aparicions freqüents                                                                                         |
| José Miguel Gaona             | Catedràtic de psiquiatria de la Universitat Complutense de Madrid. | Aparicions freqüents                                                                                         |
| José Miguel Mulet             | Professor i investigador del IBMCP (Institut de Biologia Molecular i Cel·lular de Plantes). Universitat Politècnica de València.                                         | 2 de desembre de 2012                                                                                        |
| Juan Antonio Baiona           | Director de cinema | Episodi núm.19 de la 3ª temporada, 13 de gener de 2008.                                                      |
| Carlos Atanes                 | Director de cinema i escriptor | Episodi núm. 43 de la 3ª temporada, 13 de juliol de 2008.                                                    |
| Juan Llinares                 | Catedràtic de violí. Real Conservatori Superior de Música de Madrid. | Aparicions freqüents                                                                                         |
| Luis Laria                    | Naturalista. Fundador i director del CEPESMA (Coordinadora per a l'Estudi i Protecció de les Espècies Marines) situat en Ḷḷuarca, Astúries.                              | Aparicions freqüents                                                                                         |
| Luis Miguel Domínguez         | Naturalista. President de la productora Avatar Wildlife Docs i vicepresident de la ADHN (Associació de Productors de Documentals d'Història Natural).                    | Aparicions freqüents                                                                                         |
| Manuel Martín-Loeches         | Director de l'àrea de Neurociència de la Universitat Complutense de Madrid.                                                                                              | Aparicions freqüents                                                                                         |
| Mariano Betés de Toro         | Catedràtic de Farmacologia de la Universitat d'Alcalá. | Aparicions freqüents                                                                                         |
| Miguel Botella                | Catedràtic d'Antropologia de la Universitat de Granada. | Aparicions freqüents                                                                                         |
| Miguel Gilarte                | Astrònom. Director de l'observatori d'Almadén de la Plata. | Aparicions freqüents                                                                                         |
| Miguel Rivera Daurat          | Catedràtic d'història de la Universitat Complutense de Madrid. | Aparicions freqüents                                                                                         |
| Dr. Nicolás Jouve             | Catedràtic de Genètica de la Universitat d'Alcalá. | 6 d'octubre de 2013.                                                                                         |
| Paco Pérez Abellán            | Criminòleg, escriptor i periodista. | Aparicions freqüents                                                                                         |
| Paloma Navarrete Varela       | Doctora en farmàcia, psicòloga i médium. Membre del Grup Hepta de recerca de fenòmens paranormals.                                                                       | Aparicions freqüents                                                                                         |
| Santiago Vázquez Gomariz      | Escriptor i Periodista. Director del programa de ràdio online Més enllà de la Realitat. Fill del també periodista Santiago Vázquez.                                      | Aparicions freqüents                                                                                         |
| Sol Blanco Soler              | Periodista. Llicenciada en Ciències de la Informació per la Universitat Complutense de Madrid i membre del Grup Hepta de recerca de fenòmens paranormals.                | Aparicions freqüents                                                                                         |
| Dra. Sonia Fernández-Vidal    | Física i Doctora en Òptica quàntica. | Aparicions freqüents                                                                                         |
| Vicente Garrido el Genovés    | Criminòleg, psicòleg i professor de la Universitat de València. | Aparicions freqüents                                                                                         |
| Juan José Sanchez-Oro         | Doctor en Història. Divulgador i membre de la Rosa dels Vents. | Aparicions freqüents                                                                                         |
| Miguel Ángel Ruiz             | Enginyer de Telecomunicacions i Enginyer de Navegació Aèria. Divulgador i articulista.                                                                                   | Aparicions freqüents                                                                                         |

## Controvèrsies
El programa no está exempt de polèmica per l'enfocament que donen als temes tractats –pseudocientífic segons autors com Ricardo Campo–. Ha estat criticat en diverses ocasions per la forma i manca de rigor a l'hora de tractar els continguts tant des de postures escèptiques com científiques, i fins i tot per part d'altres investigadors del misteri. Així, a més de donar peu a un llibre que compila quinze casos corresponents a les tres primeres temporades del programa, s'han criticat casos on els erros en els seus reportatges van ser ressenyables como ara el del cosmonauta rus a qui suposadament l'URSS havia fet desaparèixer pel fracàs de la seva missió, o el de las nenes del Camposanto. Aquests errors han estat assumits en algunes ocasions pels responsables del programa encara que algun dels seus crítics, com Antonio Luis Moyano, ho va considerar insuficient.